# Veppo
Veppo è una frazione di 140 abitanti nel comune di Rocchetta di Vara, in val di Vara, in provincia della Spezia.

## Geografia fisica
Veppo sorge ad un'altitudine di circa 450 m s.l.m. e conta circa 140 abitanti residenti che aumentano nel periodo estivo. Veppo è formato da quattro distinte località, ciascuna con proprie caratteristiche architettoniche: il Montale, la Piazza, la Serra e, ancora più isolato dalle altre, il Castello, luogo anticamente fortificato. Sopra al paese si trova la l'oratorio di Bocchignola, anticamente Ecclesia de Bucagnola, menzionata in documenti notarili del 1200 e in registri vaticani successivi e, secondo la tradizione locale, sorta su un antico tempio pagano.

## Storia
Veppo, con Calice al Cornoviglio, dapprima feudo dei Malaspina, nel 1202 passò ai Vescovi di Luni, poi passò ai Fieschi nel 1416, quindi agli Spinola nel 1547. Dal 25 agosto 1672 il feudo passò a don Giovanni Andrea Doria, terzo Duca di Tursi e Grande di Spagna di Prima Classe, quarto Principe di Avella, quarto Marchese di Calice e Veppo.
Nel 1704, il Capitano delle Bande del Doria, Francesco Zannelli di Veppo, innescò e capeggiò la rivolta di Calice contro i Magistrati di parte imperiale, dichiarandosi a favore di Filippo V, di cui fece inalberare le insegne, e scacciando i detti magistrati. In seguito a ciò gli altri feudatari della zona concordarono un intervento armato con a capo il Marchese Carlo Maria Malaspina di Mulazzo, che, con difficoltà sconfisse i rivoltosi del Doria.
Ma nel 1705, quando l'esercito franco-spagnolo comandato da Luigi Badenes riuscì a penetrare in Lunigiana, il Marchese Carlo Maria Malaspina, dopo aver lasciato disposizione per la difesa, si ritirò a Piacenza ed attendere gli eventi da luogo sicuro. Nella sua ritirata incontrò il Barone di Kenrz, il boemo Cesare Pisniz, che convinse a rimanere per difendere il suo castello di Madrignano, a quel tempo una fortezza formidabile. Il Barone si lasciò convincere, e con gli uomini del Marchese preparò il castello per la battaglia. Erano in tutto un centinaio. Il Capitano Francesco Zannelli, coi i suoi uomini e con quelli di Virgoletta, distrusse il villaggio di Pegui, indi guidò l'assedio dell'esercito franco-spagnolo al castello di Madrignano, difeso dal Pisniz, fino ad ottenerne la resa e la distruzione il 30 maggio dello stesso anno.
Nonostante la vittoria in Lunigiana sui feudi dei Malaspina la situazione nel nord Italia volgeva dalla parte degli Austriaci, il 7 ottobre 1706 essi vincono la battaglia di Torino. I francesi decidono in seguito a ciò di abbandonare la Lombardia. In novembre i franco-spagnoli lasciano la Lunigiana. I tanti sforzi compiuti dal valoroso Capitano Zannelli e dagli uomini delle sue valli per il proprio Duca sono infine vanificati: il 9 dicembre di quell'anno il Commissario e Plenipotenziario Imperiale Marchese di Priè dichiara il Giovanni Andrea Doria II Del Carretto Duca di Tursi, quale nemico del Sacro Impero, decaduto dai feudi di Calice e Veppo, che vennero assegnati al Marchese Azzo Giacinto Malaspina di Mulazzo. Egli procedette con gli abitanti di Calice e Veppo con grande rigore, mentre concesse esenzioni a quelli di Madrignano.
Ma a Madrignano le esenzioni concesse nel 1707 dal Marchese Azzo Giacinto Malaspina crearono problemi al suo successore Carlo Morello quando nel 1752 egli dovette negarle istituendo una privativa sulla vendita del sale, a causa dei molti debiti che aveva accumulato. I Madrignanesi insorsero con grande violenza minacciando di bruciare vivi chi non fosse dalla loro parte nel non rispettare le leggi del Malaspina. L'accumularsi di tali problemi portò nel 1772 il Marchese a vendere il feudo di Madrignano, insieme a quello di Calice e Veppo al Granduca di Toscana.
Dopo la dominazione francese e napoleonica, il Congresso di Vienna ricostituì il feudo imperiale, attribuendolo al Granducato di Toscana, poi al Ducato di Modena. Tra il 1848 e il 1849 il Conte avvocato Leonardo Zannelli fu Presidente del Governo Provvisorio di Calice, Veppo e Tresana, sotto la formale protezione di Sua Maestà Re Carlo Alberto. Durante tale periodo, il Conte Zannelli fece svolgere il referendum di annessione al Regno di Sardegna il cui risultato decretò la chiara volontà popolare degli abitanti di aderire al regno piemontese, che da lì a pochi anni sarebbe divenuto Regno d'Italia. Con l'unità d'Italia Veppo fu aggregato alla provincia di Massa Carrara. Nel 1877 fu tracciata una strada più agevole per collegare Rocchetta di Vara, Suvero e Veppo, collegata nel 1923 anche a Brugnato e completando così l'allacciamento all'Aurelia.
Il 2 febbraio dello stesso anno, quando fu istituita la provincia della Spezia, Veppo abbandonò la Toscana per la Liguria. Prima, all'interno della provincia di Massa e Carrara, Veppo apparteneva al Mandamento di Calice al Cornoviglio. Nell'occasione del passaggio da una provincia all'altra, Veppo, fino ad allora era dipendente dal Comune di Calice al Cornoviglio, fu aggregato al Comune di Rocchetta di Vara.

## Monumenti e luoghi d'interesse

### Architetture religiose
- Chiesa parrocchiale di San Michele Arcangelo, sul cui piazzale vi è il monumento ai caduti della Grande guerra.[4]
- Oratorio di Santa Lucia in località Piazza, antico giuspatronato della famiglia Zannelli.[4]
- Oratorio di San Leonardo di Noblac in località Piazza, interno a Villa Zucchini Zannelli.[4]
- Oratorio di Bocchignola.[4]

### Architetture civili

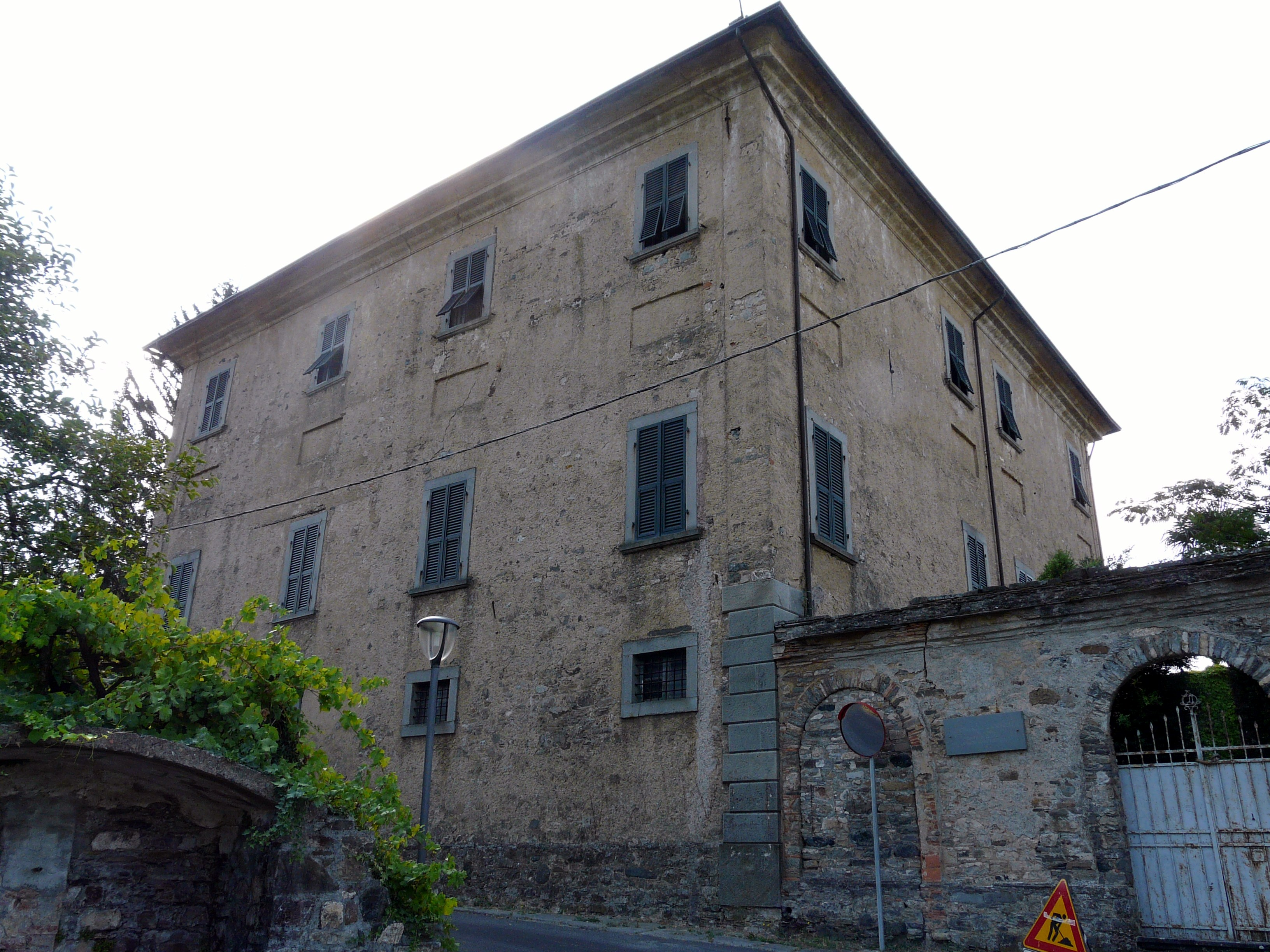
Villa Zucchini Zannelli

- Villa Zucchini Zannelli in località Piazza, risalente al XVIII secolo, fatta ampliare nel 1826 dal conte Leonardo Zannelli su progetto dell'architetto marchese Tommaso Malaspina di Villafranca, riccamente decorata, dotata di uno scalone monumentale e circondata da un giardino cinto da muri merlati. In località Montale si nota la mole di una seconda dimora costruita dalla famiglia Zannelli, poi Tarantola.

### Architetture militari
- Il borgo del Castello di Veppo reca il nome e la forma e la memoria di un'antica fortificazione.
- Il Castellaro di Veppo, i cui resti sono stati ritrovati sulla cima del colle terrazzato detto la Selva[5] (in antico Castrovecchio); i reperti ritrovati risalgono alla fine dell'età del Bronzo.[6]

## Cultura

### Eventi
Annualmente il 15 agosto si festeggia la "Festa dell'emigrante", per ricordare la massiccia emigrazione dei Veppesi negli anni '50 e 60 in maggioranza verso la Francia, alcuni verso l'Inghilterra.
Ogni anno nel mese di luglio si svolge, nel locale campo di calcio, il torneo calcistico giovanile “Memorial Marco Rebecchi”.

## Sport
Nel 2018 è stata creata la squadra di calcio dell’ A.S.D. Veppo grazie a Daniele Rebecchi, Giacomo Del Sarto  e Fabrizio Rebecchi che milita nel campionato UISP di La Spezia calcio a 7.
Nel 2022 viene creata una seconda squadra sempre militante nel campionato UISP di La Spezia.

## Galleria d'immagini

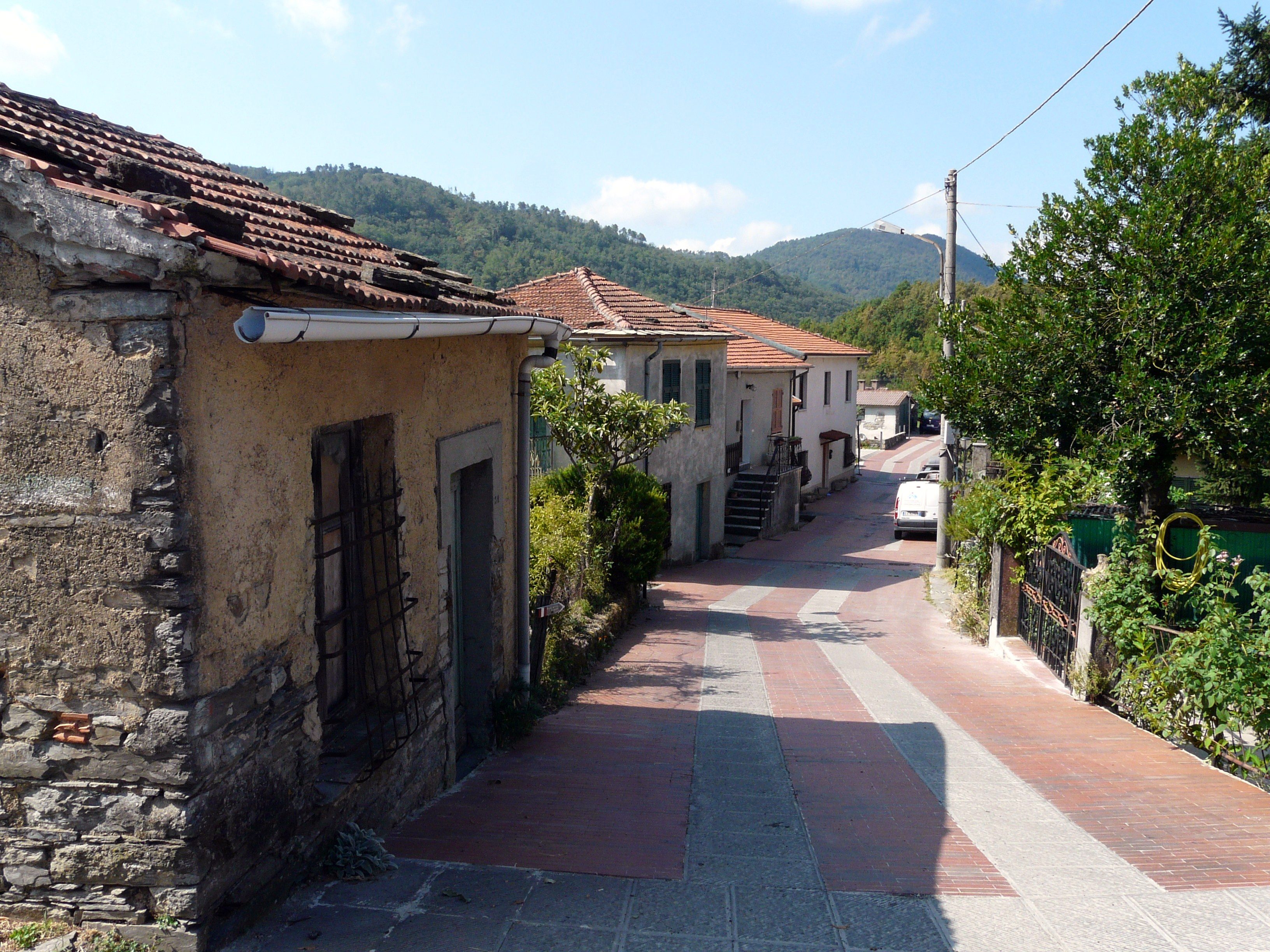
Veppo, via Serra in direzione della Selva
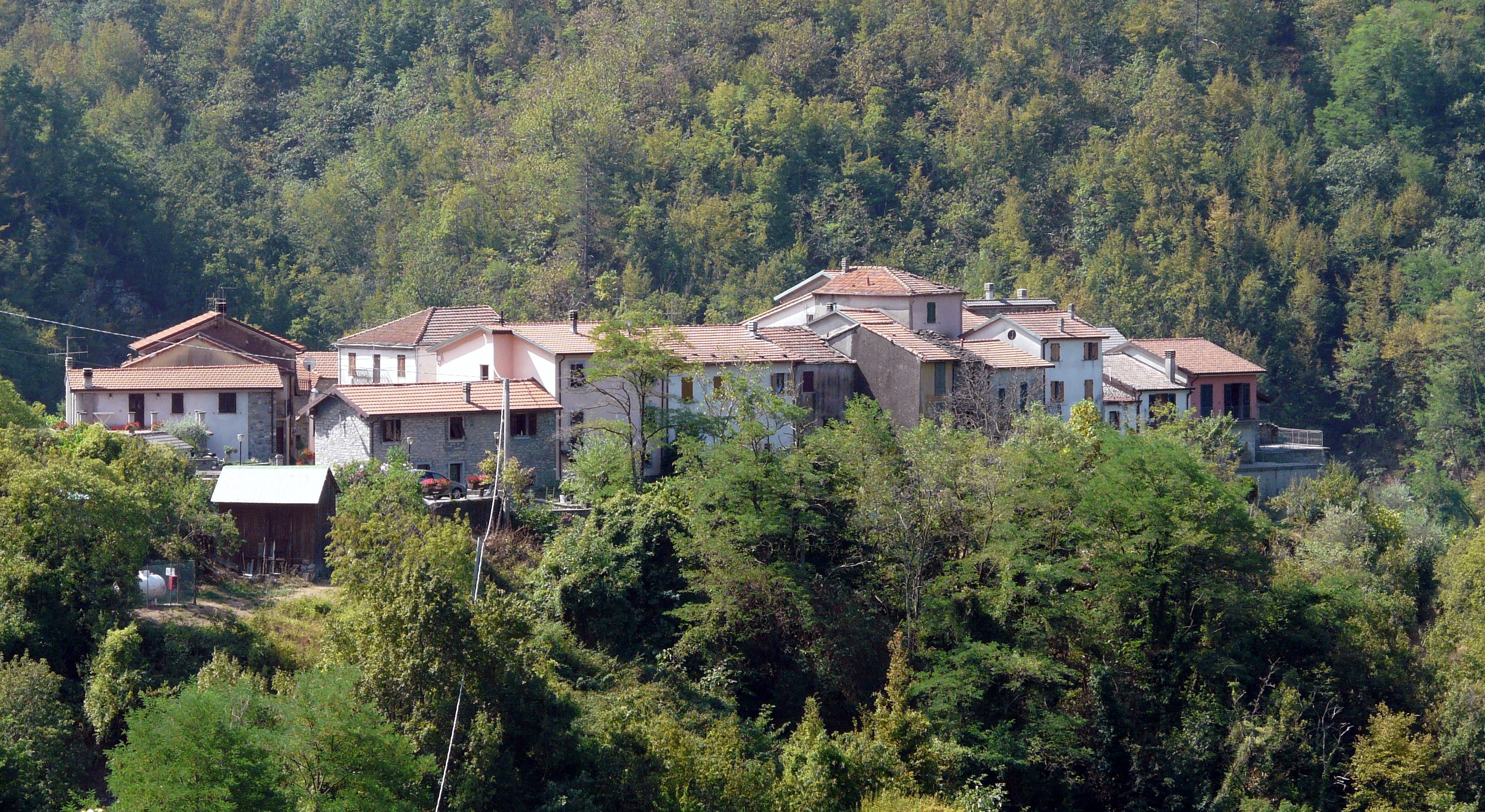
Il Castello di Veppo
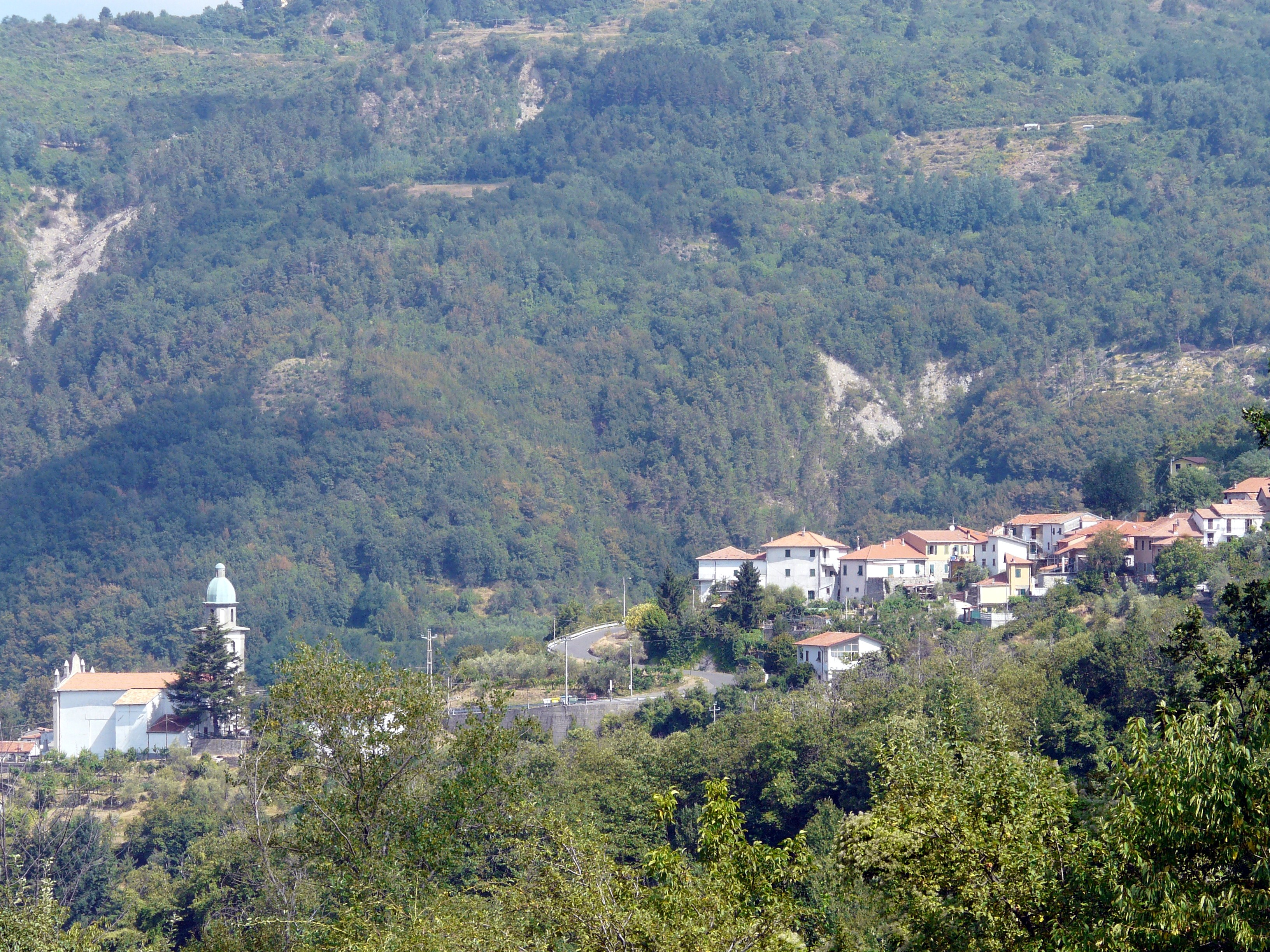
Il Montale di Veppo
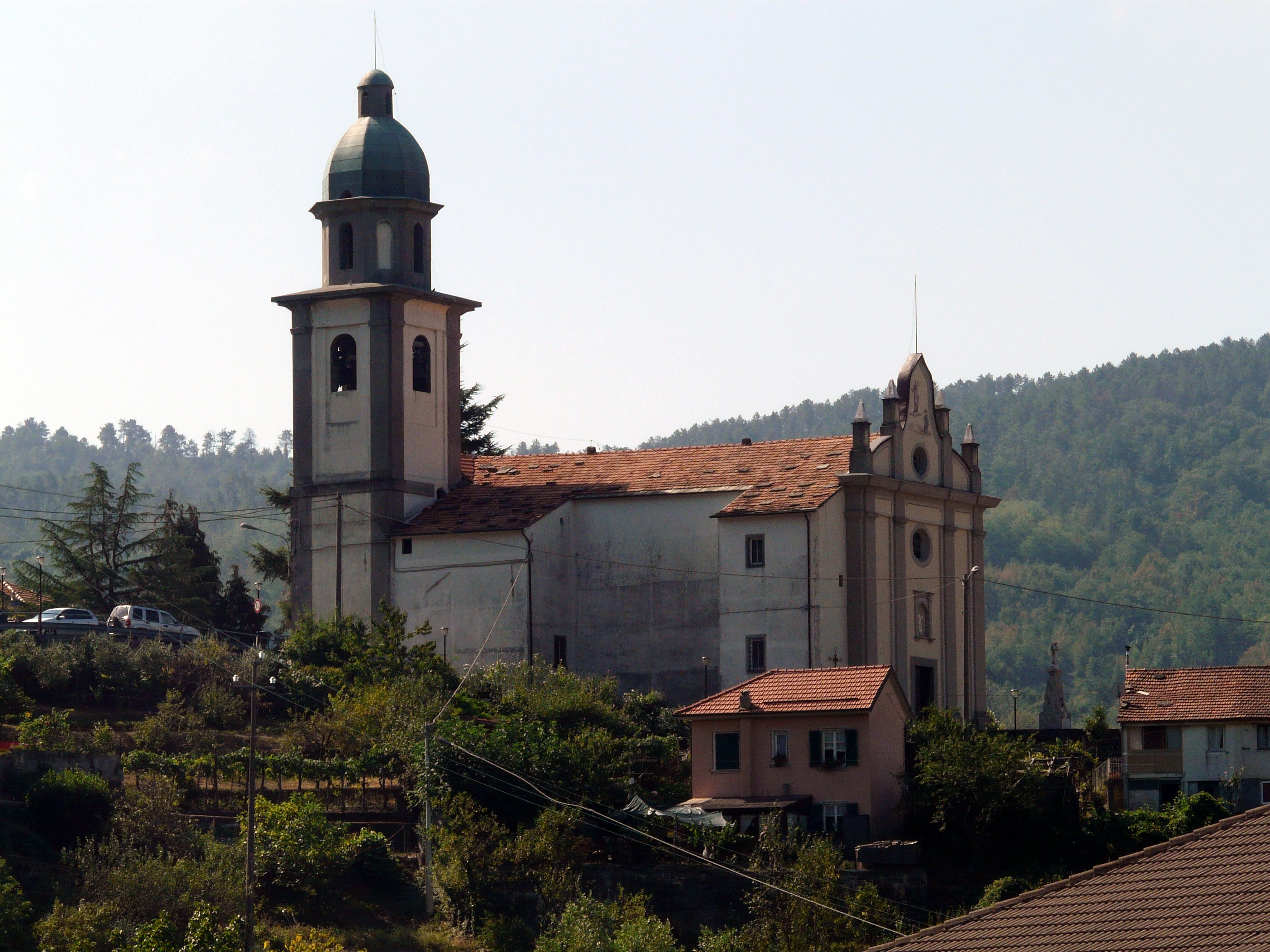
La Chiesa di San Michele
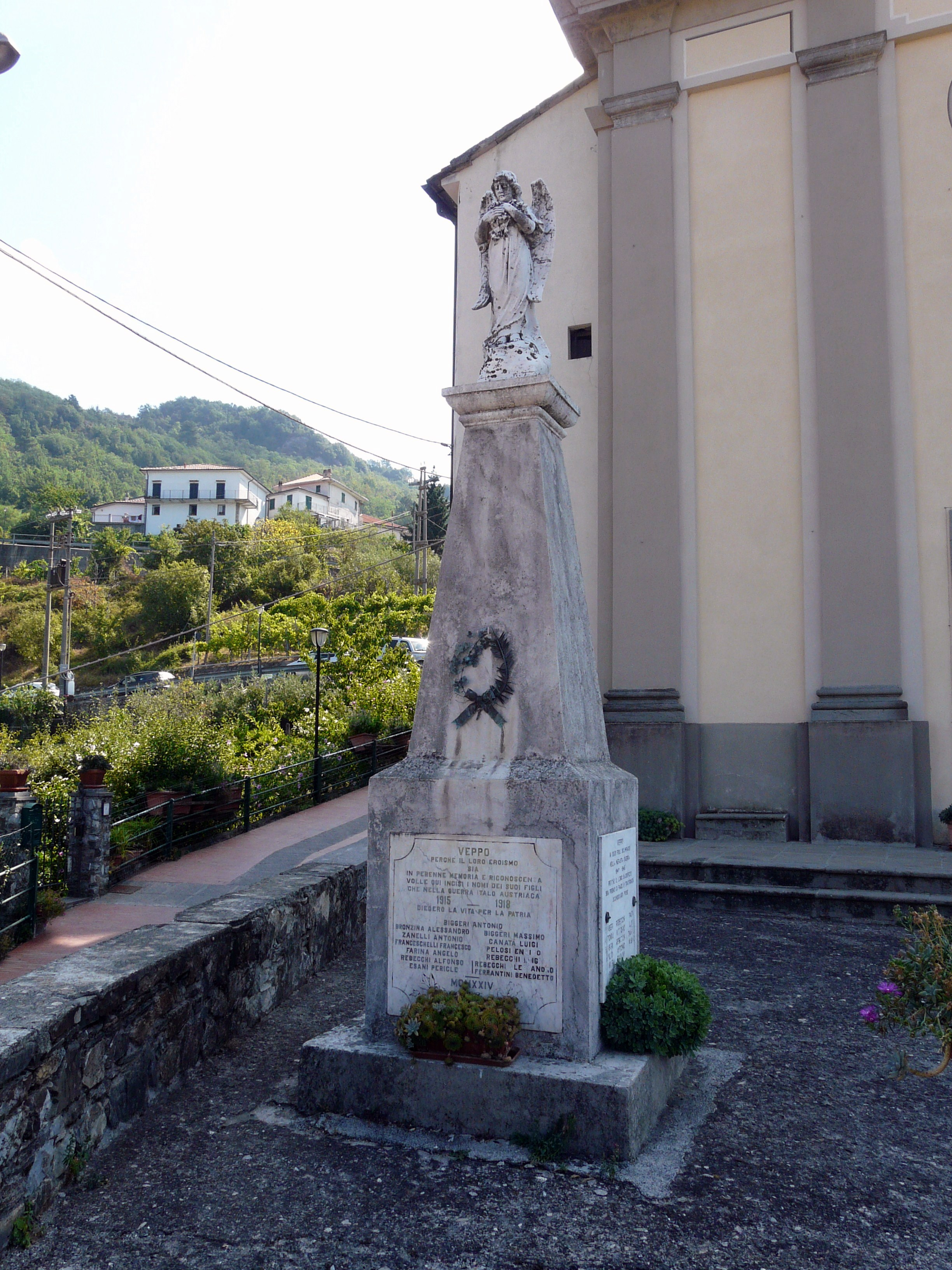
Il monumento ai caduti eretto nel 1924
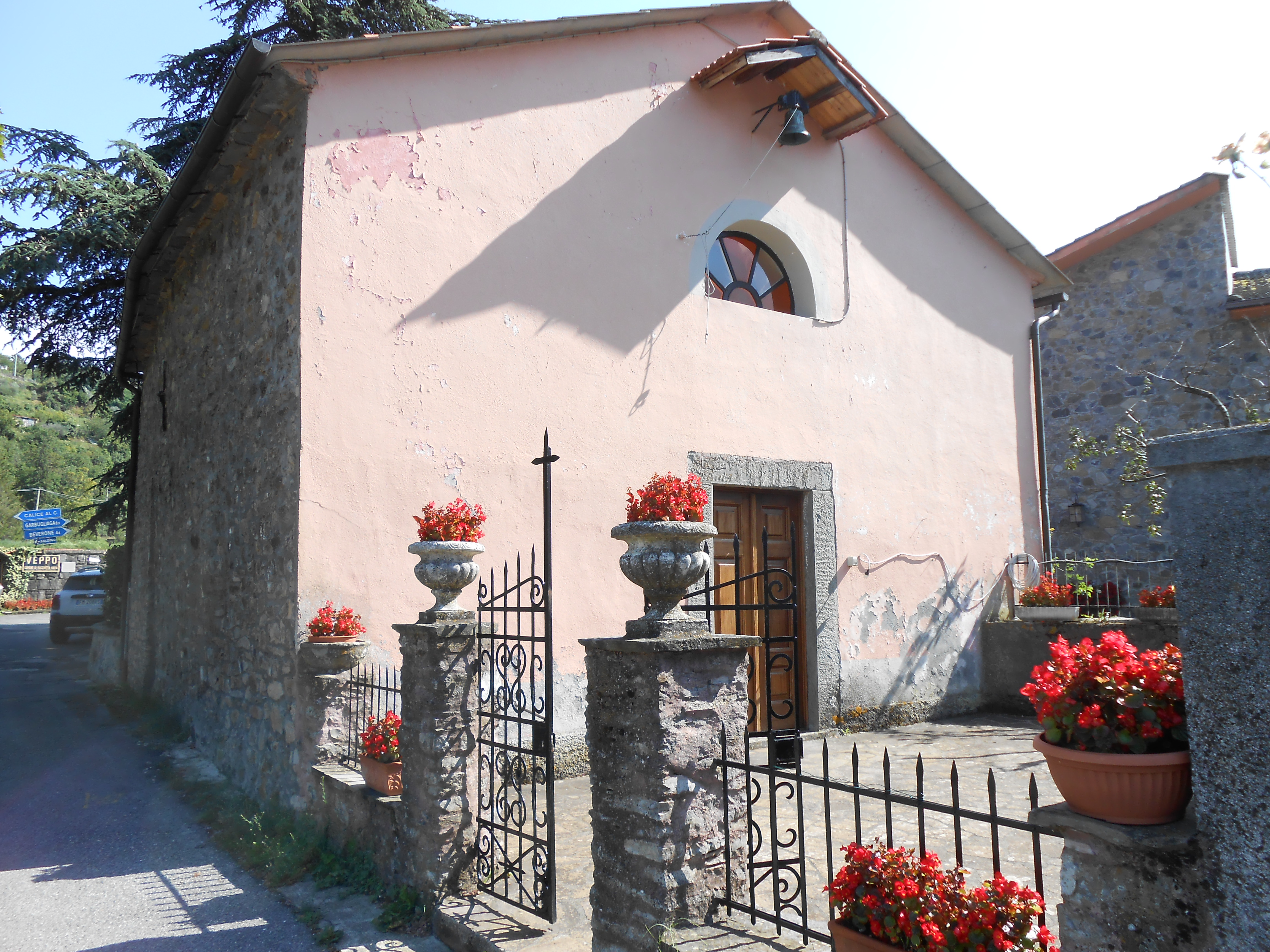
La Cappella di Santa Lucia